# 熾天使

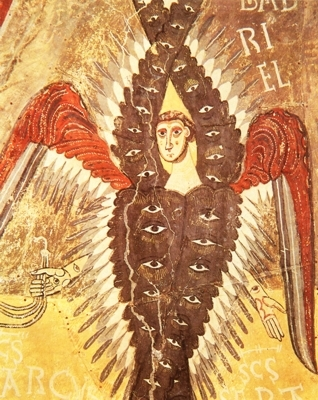
中世紀時期的熾天使畫像

熾天使（希伯来文：שׂרף，复数 שׂרפים ；英文：單數為Seraph，眾數為Seraphim），或音译為撒拉弗；天主教音譯為色辣芬，天主教、東正教意譯作熾愛天使，是在《舊約聖經》中提到的六翼天使，亦出現於不同的中東作品，被視為天神。猶太教認為此類天使擁有人類的外表，而天主教神學則把熾天使歸類為天階中最高的等级“神聖階级”。

## 聖經中的熾天使
我见主坐在高高的宝座上。祂的衣裳垂下，遮满圣殿。其上有撒拉弗侍立。各有六个翅膀。用两个翅膀遮脸，两个翅膀遮脚，两个翅膀飞翔。——以賽亞書6:1-3
中文聖經譯本音譯的「撒拉弗」，由於在語源上有「傳熱者」、「造熱者」的意思，故有書籍譯為「炽天使」。这詞在基督教《聖經》中唯一出現於《以賽亞書》。而這天神，即拥有多翼的天神形象則多次在其它中东作品中提到。例如在公元前两世纪的《以諾書》也提到过炽天使这个词，使用的却是希腊文 drakones。《以諾書》雖未被承认是希伯来人的手稿，但被認為被早期基督教的《猶大書》所引用。
《圣经·新约》並没有明显的提及到炽天使，但《启示录》4:8卻有類似描述： 
四活物各有六个翅膀，遍体内外都满了眼睛。他们昼夜不住的说：「聖哉！聖哉！聖哉！」主神是昔在、今在、以后永在的全能者。
依據《民數記》，撒拉弗原本有「燃燒之蛇」的意思，是以六翼四足的火焰巨龍或巨蛇的形象出現。

## 基督教神学中的熾天使

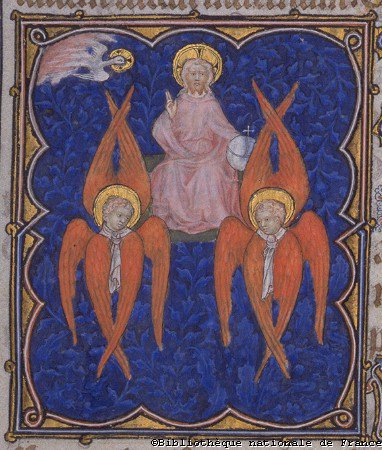
炽天使围绕这神殿。作为让·德·贝里的《小时光》的插图，是十四世纪的泥金裝飾手抄本。

在中世纪基督教新柏拉图派的神学認為，炽天使拥有天使的最高位阶。炽天使被看作是神殿的管理者，一直不停的唱着圣歌。中世纪的教会认为，炽天使由于完全理解了上帝的慈爱、而以这爱和理解欣喜地燃烧自己，炽天使没有固定的形体、面庞为红色、躯体是火焰、长有六只羽翼，其中两只覆盖脸、两只覆盖脚、另外两只用于飞翔，炽天使手持刻有内容为“神圣，神圣，神圣”歌词的火焰圣扇，不休止地赞美上帝、在上帝的宝座周围飞翔。中世纪，弗兰德尔的神秘主义者扬·范·雷斯堡（1293–1381）宣称：“炽天使（和智天使）不直接过问人间的种种不道德，只有在安息之中，在上帝的无尽的爱中，炽天使才与我们同在。” 
正如《以赛亚书》中的描述，这些天使吟唱三聖哉頌。拥有六只翅膀的炽天使和启示录的活物在中世纪的基督教神學常常被认为是不同东西，雖然六翼的活物同樣唱頌：“聖哉、聖哉、聖哉⋯⋯”。
根據記載，在上帝創造世界以前，首先創造了天堂，然後再創造了天使，而熾天使就是上帝創造出的第一位天使。但是在上帝創造世界的期間，由於過度繁忙，便賦予了熾天使三分之一上帝的能力，目的是為了幫助上帝維持三界的平衡，同時也要讓世上所有的生靈們，感受到上帝的強大。而熾天使在天堂被視為是最強大的戰士，極少從事任何勞動，職責就是在上帝寶座的身旁，晝夜不分的用聖歌讚美上帝、榮耀上帝，並傳揚上帝的愛與寬容，但由於熾天使的強大，它們甚至擁有了與上帝爭鬥的能力，所以撒旦幾乎都是熾天使。
由於对炽天使、智天使与座天使的描述中他们很接近，很容易搅混。大部分的现代神学者都怀疑此傳統，而认为都是指同樣的天使。

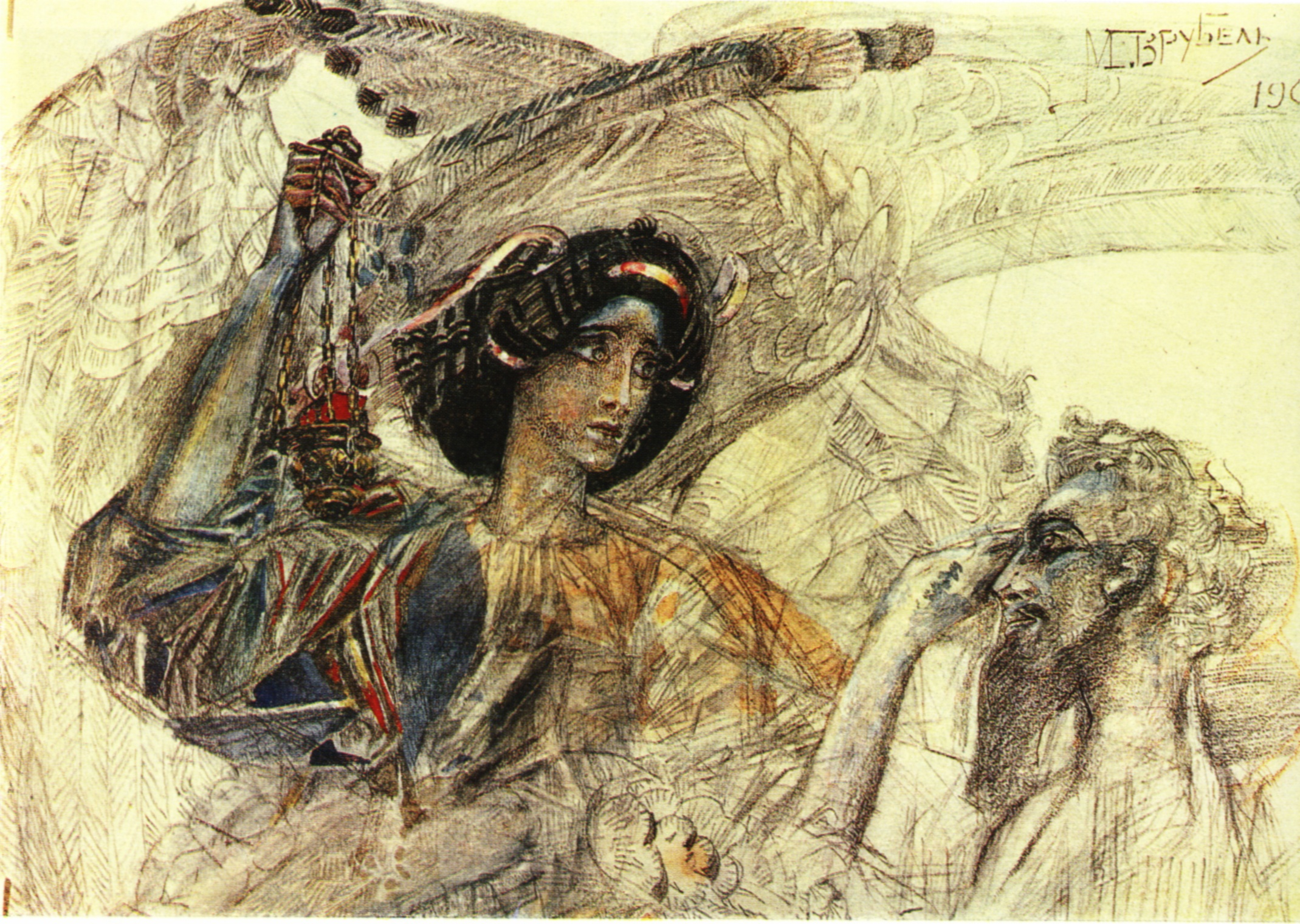
六翼炽天使（在普希金的诗歌《预言》，米哈伊尔·弗鲁贝尔繪於1905年）

## 熾天使名單

### 聖天使
- 米迦勒（Michael）
- 加百列（Gabriel）
- 拉斐爾（Raphael）
- 烏列爾（Uriel）
- 沙利葉（Sariel）
- 梅塔特隆（Metatron）
- 聖德芬（Sandalphon）
- 巴拉基勒（Barachiel）
- 亞必迭（Abdiel）
- 雷米爾（Ramiel）

### 墮天使
- 路西法（Lucifer）（傲慢）
- 利維坦（Leviathan）（嫉妒）
- 薩麥爾（Samael）（憤怒）
- 貝爾芬格（Belphegor）（怠惰）
- 瑪門（Mammon）（貪婪）
- 別西卜（Beelzebub）（暴食）
- 阿斯莫德（Asmodeus）（色慾）
- 阿撒茲勒（Azazel）
- 貝利爾（Belial）
- 亞斯塔錄（Astaroth）

## 媒體
- 《數碼寶貝》中的熾天使獸（Seraphimon），又作究極天使獸，就是以熾天使之名命名的。[4]

## 外部連結
- Jewish Encyclopedia: Seraphim （页面存档备份，存于）
- The Seraphim Mosaic in Hagia Sophia （页面存档备份，存于）
- . . New York: Robert Appleton Company. 1913.